# ウォップ
ウォップ（英語: Wop）はイタリア人（イタリア系アメリカ人）に対する侮蔑的な用語。

## 語源
イタリア南部（特にナポリ）でのスラングで「野郎」を意味する"guappo"（"guap"とも）という語に由来する。この言葉は「威張っている男」を意味しており、元々はカモッラなどの犯罪組織に加わる、南部半島部民の勇敢さ（男らしさ）を賞賛する意図で用いられた。転じてシチリアのマフィアを指す言葉としても拡大して、南部全体で「勇気あるならず者」を指す言葉になった。一方でイタリア全体では、女性を誘う事に熱中する軽薄な男を指す侮蔑語としても用いられた。

## アメリカで
南部から移民が始まると自然にアメリカ英語のスラングとして取り入れられた。ナポリ系の移民者が多かったシカゴでは同胞を指す言葉として盛んに使用され、反面他の移民者からは彼らを指す言葉として定着した。シカゴ出身のアルカポネは原義的にも実際の用途としてもまさに「ウォップ」の典型例と看做された。

### 誤解
Wopは、しばしば"Without Papers"や"Without Passport"（いずれも不法移民の意）のバクロニムであると流布されるが、それは事実ではない。なぜなら、アメリカの移民審査でビザやパスポートの提出が義務化される1921年までには、Wopは既に十分浸透していたからである。

## ヨーロッパ
2008年にウェールズ地方政府のアラン・ケアンズ議員がサッカーのイタリアナショナルチームを「脂ぎったウォップ達」と表現して問題となり、この失言が元で議員を辞職した。